# 上昇と下降
数学の分野である可換環論において、上昇 (going up) および下降 (going down) は整拡大における素イデアルの鎖のある種の性質を意味する用語である。
フレーズ上昇は鎖を「上向きの包含」によって拡張できるケースをいい、下降は鎖を「下向きの包含」によって拡張できるケースをいう。
主要な結果は Cohen-Seidenberg の定理 (Cohen–Seidenberg theorems) であり、これは Irvin S. Cohenと Abraham Seidenbergによって証明された。これらは上昇定理 (going-up theorem) と下降定理 (going-down theorem) として知られている。

## 上昇と下降
A⊆B を可換環の拡大とする。
上昇定理と下降定理は B の素イデアルの鎖であってその各メンバーが A の素イデアルのより長い鎖のメンバーの上にあるようなものが A の素イデアルの鎖の長さに拡張できるための十分条件を与える。

### Lying over and incomparability
まず、いくつか用語を固定する。{\displaystyle {\mathfrak {p}}} と {\displaystyle {\mathfrak {q}}} がそれぞれ A と B の素イデアルであって
{\displaystyle {\mathfrak {q}}\cap A={\mathfrak {p}}}
であれば（{\displaystyle {\mathfrak {q}}\cap A} は自動的に A の素イデアルであることに注意せよ）、{\displaystyle {\mathfrak {p}}} は {\displaystyle {\mathfrak {q}}} の下にある ({\displaystyle {\mathfrak {p}}} lies under {\displaystyle {\mathfrak {q}}}) と言い {\displaystyle {\mathfrak {q}}} は {\displaystyle {\mathfrak {p}}} の上にある ({\displaystyle {\mathfrak {q}}} lies over {\displaystyle {\mathfrak {p}}}) という。一般に、可換環の環拡大 A⊆B が lying over property を満たすとは、A のすべての素イデアル P が B の素イデアル Q の下にあることをいう。
拡大 A⊆B が incomparability property を満たすとは、Q と Q'  が A の素イデアル P の上にある B の相異なる素イデアルであるときにはいつでも Q⊈Q'   かつ Q' ⊈Q であることをいう。

### 上昇
環の拡大 A⊆B が上昇性質 (going-up property) を満たす、上昇定理が成り立つとは、
{\displaystyle {\mathfrak {p}}_{1}\subseteq {\mathfrak {p}}_{2}\subseteq \cdots \subseteq {\mathfrak {p}}_{n}}
が A の素イデアルの鎖で
{\displaystyle {\mathfrak {q}}_{1}\subseteq {\mathfrak {q}}_{2}\subseteq \cdots \subseteq {\mathfrak {q}}_{m}}
(m < n) が B の素イデアルの鎖であって各 1 ≤ i ≤ m に対して {\displaystyle {\mathfrak {q}}_{i}} が {\displaystyle {\mathfrak {p}}_{i}} の上にあるようなときにはいつでも後者の鎖が各 1 ≤ i ≤ n に対して {\displaystyle {\mathfrak {q}}_{i}} が {\displaystyle {\mathfrak {p}}_{i}} の上にあるような鎖
{\displaystyle {\mathfrak {q}}_{1}\subseteq {\mathfrak {q}}_{2}\subseteq \cdots \subseteq {\mathfrak {q}}_{n}}
に拡張できることをいう。
(Kaplansky 1970) において、拡大 A⊆B が上昇性質を満たせば lying-over property も満たすことが示されている。

### 下降
環の拡大 A⊆B が下降性質 (going-down property) を満たすとは、
{\displaystyle {\mathfrak {p}}_{1}\supseteq {\mathfrak {p}}_{2}\supseteq \cdots \supseteq {\mathfrak {p}}_{n}}
が A の素イデアルの鎖で
{\displaystyle {\mathfrak {q}}_{1}\supseteq {\mathfrak {q}}_{2}\supseteq \cdots \supseteq {\mathfrak {q}}_{m}}
(m < n) が B の素イデアルの鎖であって各 1 ≤ i ≤ m に対して {\displaystyle {\mathfrak {q}}_{i}} が {\displaystyle {\mathfrak {p}}_{i}} 上にあるようなときにはいつでも後者の鎖が各 1 ≤ i ≤ n に対して {\displaystyle {\mathfrak {q}}_{i}} が {\displaystyle {\mathfrak {p}}_{i}} の上にあるような鎖
{\displaystyle {\mathfrak {q}}_{1}\supseteq {\mathfrak {q}}_{2}\supseteq \cdots \supseteq {\mathfrak {q}}_{n}}
に拡張できることをいう。
環準同型をもった環の拡大のケースの一般化がある。f : A → B を（単位的）環準同型であって B が f(A) の環拡大であるとする。このとき f が上昇性質 (going-up property) を満たすとは f(A) に対して B において上昇性質が成り立つことである。
同様に、f(A) が環拡大であれば、f が下降性質 (going-down property) を満たすとは下降性質が f(A) に対して B において成り立つということである。
A⊆B のような普通の環の拡大のケースでは、包含写像を考えればよい。

## 上昇定理と下降定理
上昇定理と下降定理の通常のステートメントは環拡大 A⊆B に言及する：
1. （上昇） B が A の整拡大であれば上昇定理が成り立ち（したがって lying over property を満たし）、incomparability property を満たす。
2. （下降） B が A の整拡大で B が整域であり A がその分数体において整閉であれば、（上記に加えて）下降定理も成り立つ。

下降定理には別の十分条件がある。
- A⊆B が可換環の平坦拡大（英語版）であれば、下降定理が成り立つ[1]。

証明：p1⊆p2 を A の素イデアルとし q2 を B の素イデアルであって q2 ∩ A = p2 とする。q2 に含まれる B の素イデアル q1 が存在して q1 ∩ A = p1 であることを証明したい。A⊆B は環の平坦拡大であるから、Ap2⊆Bq2 は環の平坦拡大であることが従う。実は、Ap2⊆Bq2 は環の忠実平坦拡大である、なぜならば包含写像 Ap2 → Bq2 は局所射だからだ。それゆえ、スペクトルに誘導される写像 Spec(Bq2) → Spec(Ap2) は全射であり Ap2 の素イデアル p1Ap2 に contract する Bq2 の素イデアルが存在する。Bq2 のこの素イデアルの B への contraction は p1 に contract する q2 に含まれる B の素イデアル q1 である。証明が完了する。 Q.E.D.